# Atlas oblaka (roman)
Atlas oblaka je roman iz 2004., treća knjiga britanskog autora Davida Mitchella. Sastoji se od šest povezanih priča koje se odvijaju u rasponu od 19. stoljeća na udaljenom Južnom Pacifiku do daleke postapokaliptične budućnosti. Roman je osvojio književnu nagradu British Book i Richard & Judy za knjigu godine, te se našao na kraćoj listi nagrade Booker 2004., Nebula (za najbolji roman), Arthur C. Clarke i dr.

## Vanjske poveznice
- David Mitchell o "Atlasu oblaka" u The Culture Show BBC-a
- Complete Review, Atlas oblaka (pregled kritika)
- Conceptual Fiction, Cloud Atlas by David Mitchell  Arhivirana inačica izvorne stranice od 4. rujna 2020. (Wayback Machine), osvrt Teda Gioia